# El verdadero creyente
El verdadero creyente: Pensamientos sobre la naturaleza de los movimientos de masas  es un libro de no ficción escrito por el filósofo estadounidense Eric Hoffer. Publicado en 1951, describe diversos argumentos en términos de historia mundial aplicada y psicología social para explicar por qué surgen movimientos de masas para desafiar el statu quo. Hoffer analiza el sentido de identidad individual y el apego a ideales particulares que pueden llevar al fanatismo tanto entre líderes como entre sus seguidores.

## Tesis principal
Hoffer inicialmente intenta explicar los motivos de los diversos tipos de personalidades que dan lugar a movimientos de masas en primer lugar y por qué ciertos esfuerzos tienen éxito mientras que muchos otros fracasan. Continúa articulando una visión cíclica de la historia tal que se explora por qué y cómo comienzan, progresan y terminan dichos movimientos. Ya sea que pretendan ser culturales, ideológicos, religiosos o cualquier otra cosa, Hoffer sostiene que los movimientos de masas son ampliamente intercambiables incluso cuando sus objetivos o valores declarados difieren dramáticamente. Esto tiene sentido, en opinión del autor, dadas las frecuentes similitudes entre ellos en términos de las influencias psicológicas sobre sus adherentes. Por lo tanto, muchos a menudo pasarán de un movimiento a otro, afirma Hoffer, y las motivaciones a menudo compartidas para la participación conllevan efectos prácticos. Dado que, ya sean radicales o reaccionarios, los movimientos tienden a atraer al mismo tipo de personas, el autor dice que fundamentalmente que utilizan las mismas tácticas, incluida la posesión de las herramientas retóricas. Como ejemplos, a menudo se refiere al comunismo y fascismo, así como a las religiones del cristianismo y el islamismo.
Como el primero y más conocido de los libros de Hoffer, El verdadero creyente se publicó en veintitrés ediciones entre 1951 y 2002. Más tarde tocó temas similares en otras obras. Los líderes prominentes y comentaristas sociales que han comentado públicamente su interés en el libro incluyen al presidente estadounidense Dwight D. Eisenhower, así como a la secretaria de Estado estadounidense y primera dama Hillary R. Clinton.
Aunque ha recibido elogios populares generalizados, el debate sociopolítico impulsado por el libro en términos de análisis y comentarios académicos ha continuado. La tesis central de la intercambiabilidad de los movimientos de masas y la debilidad inherente dentro de ellos que puede hacer que los adherentes caigan en el dogma y el absolutismo ha atraído un desafío significativo. Varios académicos han utilizado ejemplos históricos de identidades de grupo sólidas que rara vez se volvieron intercambiables con otras comunidades. El propio Hoffer declaró que su análisis no pretendía condenar inherentemente todos los movimientos de masas en todos los contextos, en particular citando a figuras como Jesús de Nazaret como otros que promovían ideales positivos. Sin embargo, continuó enfatizando el argumento central de su obra. 

## Resumen de la obra

### Parte 1. El atractivo de los movimientos de masas
Hoffer afirma que los movimientos de masas comienzan con un "deseo de cambio" generalizado de personas descontentas que colocan su posición de control fuera de su poder y que tampoco tienen confianza en la cultura o las tradiciones existentes. Al sentir que sus vidas están "irremediablemente perjudicadas" y al creer que no hay esperanza de progreso o satisfacción como individuos, los verdaderos creyentes buscan la "abnegación". Por lo tanto, esas personas están maduras para participar en un movimiento que ofrece la opción de subsumir sus vidas individuales en un colectivo más amplio. Los líderes son vitales en el crecimiento de un movimiento de masas, como se describe a continuación, pero para que el líder tenga éxito, las semillas del movimiento de masas ya deben existir en los corazones de las personas.
Si bien los movimientos de masas suelen ser una mezcla de ideas nacionalistas, políticas y religiosas, Hoffer sostiene que hay dos puntos en común importantes: "Todos los movimientos de masas son competitivos" y perciben la oferta a los conversos como de suma cero; y "todos los movimientos de masas son intercambiables". Como ejemplos de la naturaleza intercambiable de los movimientos de masas, Hoffer cita cómo hace casi 2000 años Saulo, un fanático oponente del cristianismo, se convirtió en Pablo, un fanático apologista y promotor del cristianismo. Otro ejemplo ocurrió en Alemania durante las décadas de 1920 y 1930, cuando los comunistas y fascistas eran enemigos ostensiblemente acérrimos, pero de hecho competían por el mismo tipo de gente enojada y marginada. Los nazis Adolf Hitler y Ernst Röhm, y el comunista Karl Radek, se jactaron de su destreza para convertir a los seguidores de sus rivales. 

### Parte 2. Los conversos potenciales
Los "pobres recientes" son la fuente más probable de conversos para los movimientos de masas, ya que recuerdan su antigua riqueza con resentimiento y culpan a otros por su desgracia actual. Los ejemplos incluyen los desalojos masivos de inquilinos relativamente prósperos durante la Guerra Civil inglesa del siglo XVII o la clase media y trabajadora en Alemania que apoyaron apasionadamente a Hitler en la década de 1930 después de sufrir años de dificultades económicas. En contraste, los "abyectamente pobres" al borde de la inanición se convierten en verdaderos creyentes poco probables, ya que su lucha diaria por la existencia adquiere preeminencia sobre cualquier otra preocupación.
Las minorías raciales y religiosas, en particular las que sólo se han asimilado parcialmente a la cultura dominante, también se adhieren fácilmente a los movimientos de masas. Aquellos que viven estilos de vida tradicionalistas tienden a estar contentos, pero los parcialmente asimilados se sienten alienados tanto de sus antepasados como de la cultura dominante ("el judío ortodoxo está menos frustrado que el judío emancipado".)
Gran variedad de lo que Hoffer denomina "inadaptados" también se encuentra en los movimientos de masas. Los ejemplos incluyen los crónicamente aburridos, los discapacitados físicos o los perpetuamente enfermos, los sin talento y los criminales o "pecadores". En todos los casos, argumenta Hoffer, estas personas sienten que sus vidas individuales no tienen sentido ni valor.
Hoffer sostiene que el número relativamente bajo de movimientos de masas en los Estados Unidos en los primeros años 50 del siglo XX, era atribuible a una cultura que difuminaba las fronteras tradicionalmente rígidas entre los grupos nacionalistas, raciales y religiosos y permitía mayores oportunidades para los logros individuales.

### Parte 3. Acción unida y autosacrificio
En los movimientos de masas, los objetivos u opiniones de un individuo no son importantes. Más bien, la "principal preocupación del movimiento de masas es fomentar, perfeccionar y perpetuar la facilidad para la acción unida y el autosacrificio". Los movimientos de masas tienen varios medios.
Los movimientos de masas exigen una "entrega total del yo individual". Uno se identifica más como “un miembro de cierta tribu o familia”, ya sea religiosa, política, revolucionaria o nacionalista Cada parte importante de la personalidad y la vida del verdadero creyente debe, en última instancia, provenir de su identificación con la comunidad en general; incluso cuando está solo, el verdadero creyente nunca debe sentirse aislado y desatendido. Hoffer identifica esta sensibilidad comunitaria como la reaparición de un "estado primitivo del ser" común entre las culturas premodernas. Los movimientos de masas también utilizan representaciones teatrales, manifestaciones y espectáculos diseñados para hacer que el individuo se sienta abrumado y asombrado por su pertenencia a la tribu, como ocurre con los desfiles ceremoniales masivos y los discursos de los nazis.
Mientras los movimientos de masas idealizan el pasado y glorifican el futuro, el mundo presente es denigrado: "El radical y el reaccionario aborrecen el presente". Así, al considerar el mundo moderno o la situación actual de su comunidad como vil y sin valor, los movimientos de masas inspiran una batalla perpetua contra el presente.
Los movimientos de masas promueven agresivamente el uso de doctrinas que elevan la fe por encima de la razón y sirven como "pantallas a prueba de hechos entre los fieles y las realidades del mundo". La doctrina del movimiento de masas no debe ser cuestionada bajo ninguna circunstancia. Los ejemplos incluyen los holdouts japoneses, que se negaron a creer que la Segunda Guerra Mundial había terminado, o los acérrimos defensores de la Unión Soviética, que rechazaron la abrumadora evidencia de las atrocidades bolcheviques.
Para difundir y reforzar su doctrina, los movimientos de masas utilizan la persuasión, la coerción y el proselitismo. La persuasión es preferible pero la práctican solo con aquellos que ya simpatizan con el movimiento de masas. Además, la persuasión debe ser lo suficientemente emocionante como para excitar al oyente, pero lo suficientemente vaga como para permitir que "los frustrados ... escuchen el eco de sus propias cavilaciones en el apasionado discurso". Hoffer cita al propagandista nazi Joseph Goebbels: "una espada afilada debe estar siempre detrás de la propaganda para que sea realmente eficaz".  El impulso de hacer proselitismo no proviene de una creencia profundamente arraigada en la verdad de la doctrina, sino del impulso del fanático de "fortalecer su propia fe convirtiendo a otros".
Los movimientos de masas de éxito no necesitan creer en un dios, pero deben creer en un diablo. El odio unifica a los verdaderos creyentes, y "el diablo ideal es el extranjero" atribuido con poderes casi sobrenaturales del mal. Por ejemplo, Hitler describió a los judíos como intrusos extranjeros. El odio de un verdadero creyente es en realidad un autodesprecio disfrazado, como la condena del capitalismo por parte de los socialistas, mientras que Rusia bajo los bolcheviques vio una monopolización de la economía más intensa que cualquier otra nación en la historia. Sin un diablo al que odiar, los movimientos de masas a menudo vacilan (por ejemplo, Chiang Kai-shek lideró efectivamente a millones de chinos durante la ocupación japonesa de los años treinta y cuarenta, pero rápidamente cayó en desgracia una vez que los japoneses fueron derrotados).
El fanatismo se fomenta ampliamente en los movimientos de masas. Hoffer sostiene que "el fanático está perpetuamente incompleto e inseguro" y, por tanto, utiliza la acción intransigente y el sacrificio personal para dar sentido a su vida.

### Parte 4. Principio y fin
Hoffer identifica tres tipos principales de personalidad como líderes de movimientos de masas, "charlatanes", "fanáticos" y "hombres prácticos de acción". Ninguna persona cae exclusivamente en una categoría y su cualidad predominante puede cambiar con el tiempo.
Los movimientos de masas comienzan con "charlatanes" o "intelectuales culpables" como el clero, los periodistas, los académicos y los estudiantes que condenan el orden social establecido (como Gandhi, Trotski, Mahoma y Lenin). Los charlatanes se sienten injustamente excluidos o burlados y oprimidos por los poderes existentes en la sociedad, y critican o denigran sin descanso las instituciones actuales. Invariablemente van hablando en nombre de los plebeyos desfavorecidos, el charlatán está realmente motivado por un profundo agravio personal,,intenta sin descanso "desacreditar los credos imperantes" y crea un "hambre de fe" que luego se alimenta de "doctrinas y consignas de la nueva fe". Un grupo de devotos se desarrolla gradualmente alrededor del charlatán, lo que lleva a la siguiente etapa en un movimiento de masas.
Finalmente, el fanático toma el liderazgo del movimiento de masas del charlatán. Mientras que el "charlatán creativo" encuentra satisfacción en su literatura, filosofía o arte, el "charlatán no creativo" se siente ignorado o sofocado y, por lo tanto, vira hacia el extremismo contra el orden social. Aunque el charlatán y el fanático comparten su descontento con el mundo, el fanático se distingue por su crueldad y su deseo de destruir. El fanático se siente realizado solo en una lucha perpetua por el poder y el cambio. Los ejemplos incluyen a Jean-Paul Marat, Maximilien de Robespierre, Benito Mussolini y Adolf Hitler.
El libro también explora el comportamiento de los movimientos de masas una vez que se establecen como instituciones sociales (o dejan la "fase activa"). Con el colapso de un marco comunal, las personas ya no pueden vencer sus sentimientos de inseguridad e incertidumbre por pertenecer a un todo compacto. Si el individuo aislado carece de oportunidades para el avance personal, el desarrollo de sus talentos y la acción, buscará sustitutos. Los sustitutos serían el orgullo en lugar de la confianza en uno mismo, la pertenencia a un todo colectivo como un movimiento de masas, la certeza absoluta en lugar de la comprensión. Los "hombres de acción prácticos" toman el liderazgo de los fanáticos, marcando el final de la "fase dinámica" y alejando el movimiento de masas de la autodestrucción del fanático. "Hitler, que tenía una visión clara de todo el curso de un movimiento incluso mientras amamantaba a su naciente nacionalsocialismo, advirtió que un movimiento conserva su vigor sólo mientras no pueda ofrecer nada en el presente... El movimiento en esta etapa todavía se preocupa por los frustrados, no para aprovechar su descontento en una lucha con el presente, sino para reconciliarlos con él; para hacerlos pacientes y mansos".
El enfoque cambia de las demandas inmediatas de revolución a establecer el movimiento de masas como una institución social donde los ambiciosos pueden encontrar influencia y fama. El liderazgo utiliza un bricolaje ecléctico de fragmentos ideológicos para reforzar la doctrina, tomando prestado de cualquier fuente que tenga éxito en captar la atención de los verdaderos creyentes. Por ejemplo, los protocristianos eran fanáticos, predecían el fin del mundo, condenaban la idolatría, exigían el celibato y sembraban el descontento entre los miembros de la familia, pero de esas raíces surgió el catolicismo romano, que imitaba la elaborada estructura burocrática del Imperio Romano, canonizó a los primeros cristianos. como santos, y tomó prestados festividades y ritos paganos. En ausencia de un hombre de acción práctico, el movimiento de masas a menudo se marchita y muere con el fanático (el nazismo murió como un movimiento de masas viable con la muerte de Hitler).
Los movimientos de masas que logran provocar un cambio radical a menudo superan en brutalidad al anterior régimen al que se opuso el movimiento de masas. Los bolcheviques en Rusia y los jacobinos en Francia aparentemente se formaron como reacción a la opresión de sus respectivas monarquías, pero demostraron ser mucho más brutales al oprimir a sus oponentes y a la población en general.
Hoffer no tiene una visión exclusivamente negativa de los "verdaderos creyentes" y los movimientos de masas que inician. Da ejemplos de cómo las mismas fuerzas que dan lugar a los verdaderos movimientos de masas de creyentes pueden canalizarse de maneras más positivas:
Hoffer sostiene que la duración de la "fase activa" de un movimiento de masas, la fase más enérgica cuando los fanáticos tienen el control, puede predecirse con cierta precisión. Los movimientos de masas con un objetivo específico tienden a ser de corta duración y presentan menos terror y derramamiento de sangre (como la Revolución Americana). En contraste, un objetivo amorfo o difícil de alcanzar, tiende a resultar en una fase activa más larga de décadas en lugar de meses o años y también incluye sustancialmente más derramamiento de sangre (como los bolcheviques en Rusia, el nacionalsocialismo en Alemania).
En cualquier caso, Hoffer sugiere que los movimientos de masas van acompañados de una escasez de innovación creativa porque se dedica mucha energía al movimiento de masas. Por ejemplo, en Inglaterra, John Milton comenzó un borrador de su poema épico El paraíso perdido en la década de 1640 antes de convertir su talento literario en panfletismo para la Commonwealth de Inglaterra, solo para terminar el poema y sus otras obras importantes después de un cambio de gobierno en 1660. 

## Recepción
El presidente de los Estados Unidos, Dwight Eisenhower, leyó El verdadero creyente en 1952, dio copias a sus amigos y lo recomendó a otras personas. En 1956, Look publicó un artículo en el que llamaba a Hoffer "el autor favorito de Ike". El filósofo británico Bertrand Russell calificó al libro como "tan sólido intelectualmente como políticamente oportuno".
El verdadero creyente ganó atención renovada después de los ataques terroristas del 11 de septiembre de 2001, y esto ocurrió nuevamente también después de las protestas del Tea Party y las protestas de Occupy Wall Street alrededor de una década después.
Hillary Clinton escribió en su libro de 2017 What Happened, una obra que analiza su derrota ante Donald Trump en la carrera presidencial de 2016, y citó The True Believer como un libro que recomendó a su personal durante la campaña.

## Publicación en España
En 2009 el periódico español El País anunciaba la publicación de una traducción de Adela Garzón al tiempo que hacía una breve biografía del autor y una reseña. El autor finalizaba así el artículo:

Pero El verdadero creyente, con todas sus limitaciones, todavía permite lecturas abiertas y sugerentes. Sobre todo ahora, cuando el fanatismo religioso, los nacionalismos populistas o los radicalismos redentores encuentran terreno abonado en colectivos o poblaciones que resienten particularmente la exclusión o el rechazo por quienes son percibidos como responsables de su desesperación.
Manuel Rodríguez Rivero, 20 de mayo de 2009, El País.

Ese mismo año, varios medios, con ocasión de la promoción de la traducción española, hacían hincapié en la conveniencia de la publicación: «Las personas con sensación de realización piensan que el mundo es bueno y les gustaría conservarlo como está, mientras que los frustrados alientan el cambio radical.»
En 2021 se podía leer en The Objective:

«Los intelectuales publican libros continuamente. La mayoría dejan una huella imperceptible, porque así es la vida, y acaban enterrados en las catacumbas de alguna biblioteca universitaria. Pero a veces sale un libro que sigue vigente 50 o 500 años después de su concepción; un texto cuyas frases y párrafos recuerdan a las piedras ovaladas de un riachuelo, pulidas mil veces por la técnica del artesano, tan acabadas como las verdades aparentemente imperecederas.» Argemino Barro, 30 de mayo de 2021.

El periodista, que se declara «corresponsal en Nueva York» de varios medios y estar «interesado en populismos y autoritarismos» además afirma que el libro «ha tenidos muchas juventudes. En la Guerra Fría solía alertar sobre los encantos de la ortodoxia comunista; a partir de 2001 fue recuperado con intención de entender la mentalidad de los yihadistas; desde 2016, ha sido citado miles de veces en el contexto del trumpismo. El libro fue reeditado en 2017 como parte de la colección ‘Biblioteca de la Resistencia’, de la Editorial Harper.»

## Ediciones
- Hoffer, Eric (2002). The True Believer: Thoughts on the Nature of Mass Movements. Harper Perennial Modern Classics. ISBN 978-0-060-50591-2.
- Hoffer, Eric; Seoane Rey, Julio (prólogo); Garzón Pérez, Adela (traductora) (2009). El verdadero creyente: sobre el fanatismo y los movimientos sociales. Tecnos. ISBN 978-84-309-4870-3. OCLC 630911121. Consultado el 2 de octubre de 2022.